# Miura变换
Miura变换是R.M.Miura等数学家在1968年发现的KdV方程与MKdV方程的变换关系
KdV方程：:{\displaystyle u_{t}-6uu_{x}+u_{xxx}=0}
mKdV方程：{\displaystyle mKdVEq:=v_{t}-6v^{2}v_{x}+v_{xxx}=0}
将 Miura 变换{\displaystyle u=v^{2}+v_{x}}代人KdV方程，得
Eqk:{\displaystyle 2vv_{t}+v_{tx}+2vv_{xxx}-12v^{3}v_{x}-12vv_{x}^{2}-6v_{xx}v^{2}+v_{xxxx}=0}
令
Eqm:{\displaystyle 2vmKdVEq+{\frac {\partial (mKdVEq)}{\partial x}}=0}  得：
Eqm:{\displaystyle 2vv_{t}+v_{tx}+2vv_{xxx}-12v^{3}v_{x}-12vv_{x}^{2}-6v_{xx}v^{2}+v_{xxxx}=0}
显然， Eqk 和 Eqm 是相同的。
利用Miura变换求MKdV方程的解。
KdV方程 的一个平凡解为
{\displaystyle u(x,t)=1}
代人Miura变换得
{\displaystyle v(x,t)^{2}+v(x,t)_{x}=1}
解：{\displaystyle v(x,t)=\tanh(x+F(t))}
其中F(t)为 t 的任意函数。